# Kasteel van Ordingen
Het kasteel van Ordingen ligt in de deelgemeente Ordingen van Sint-Truiden, in de Belgische provincie Limburg, vlak bij de Melsterbeek.

## Oudste geschiedenis

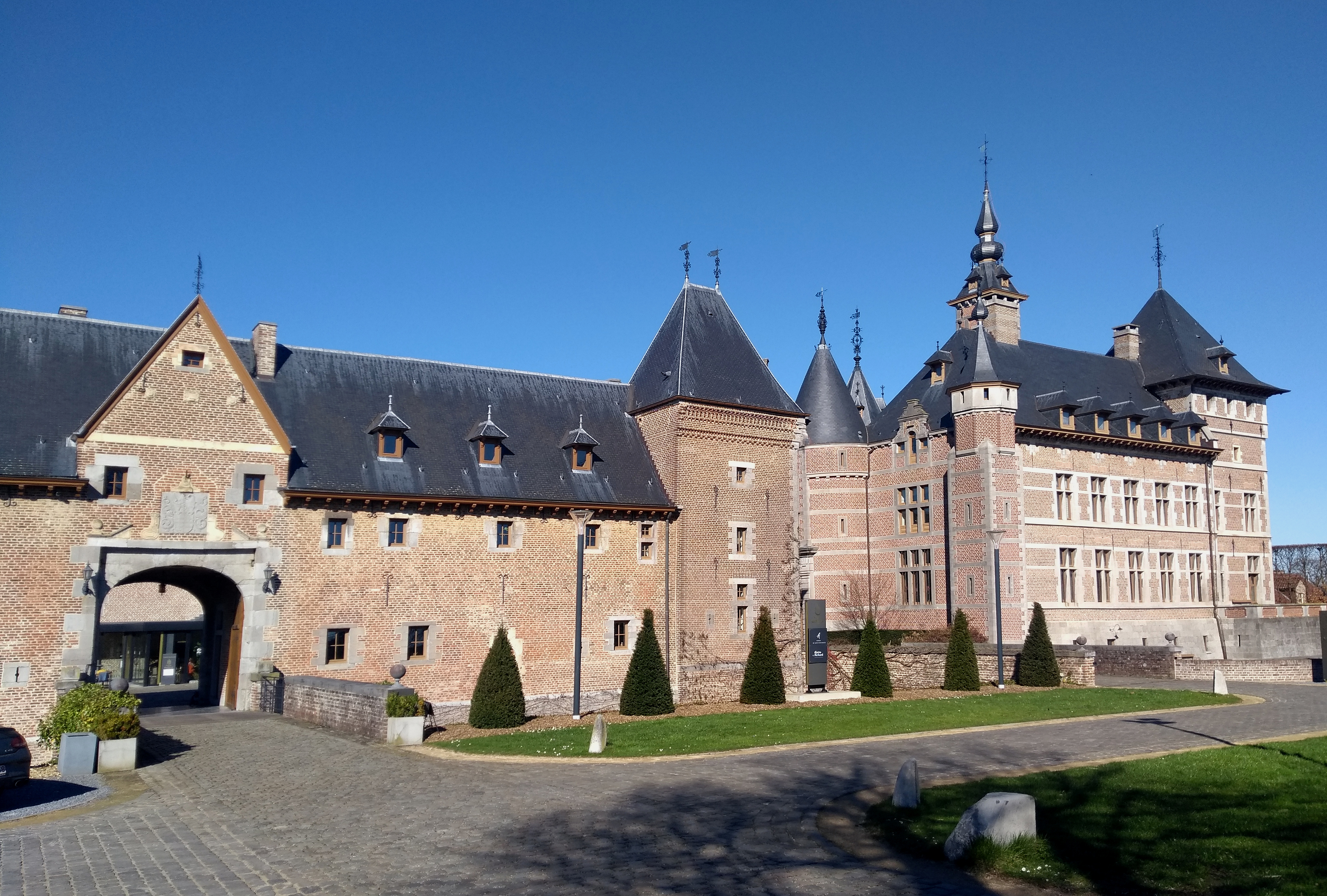
Kasteel van Ordingen

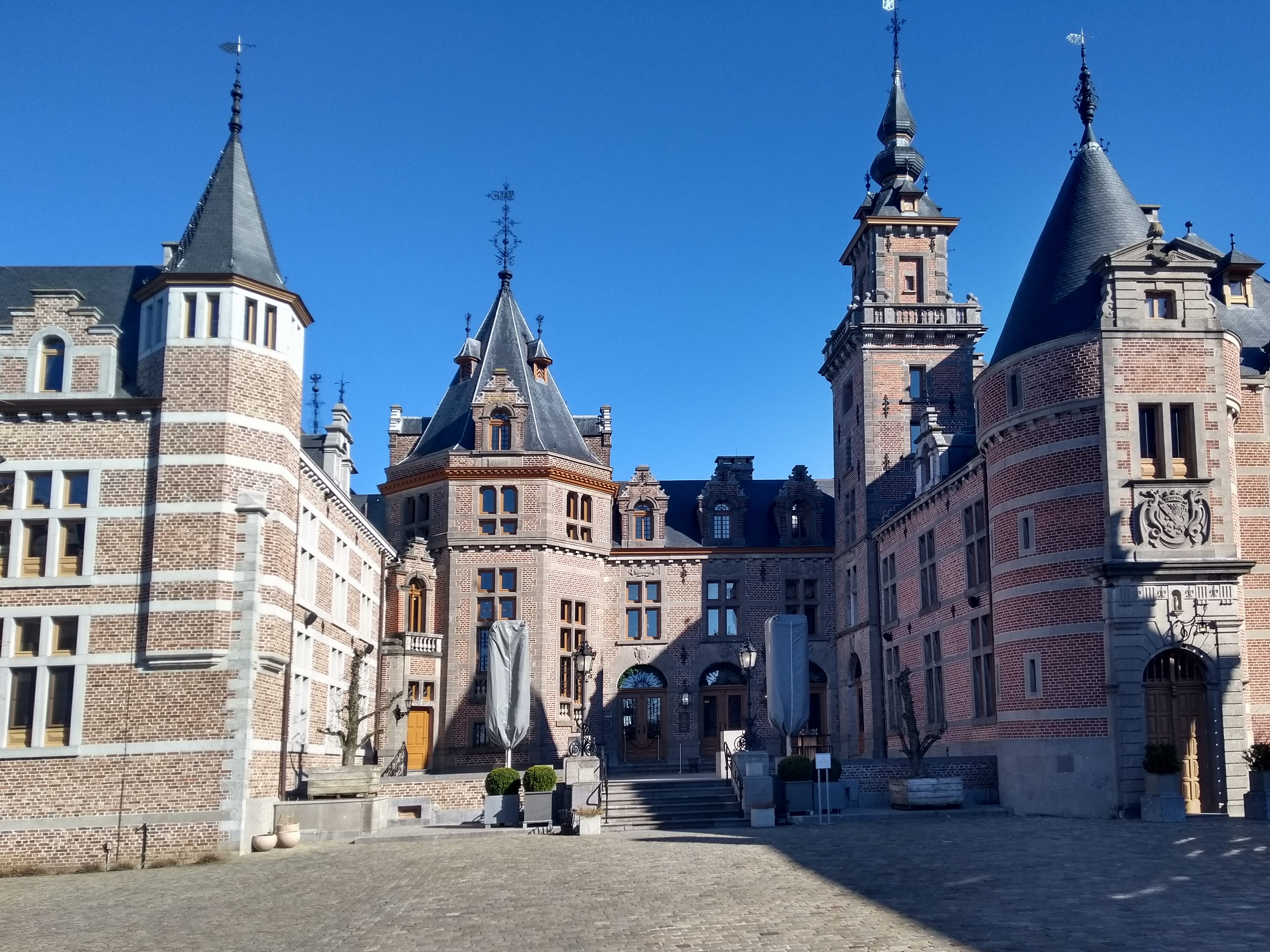
Gerestaureerde oostvleugel (2012)

In de vroege middeleeuwen, vanaf 1040 vermelden bronnen de heren van Ordingen. Hun kasteel fungeerde als wachtpost op de grens van het graafschap Loon. Messire Adam de Harduemont wordt vermeld in 1253. Zijn kinderen en kleinkinderen waren tot de 14e eeuw bewoners van het kasteel. Gebrek aan nakomelingen deed het kasteel overgaan in het bezit van de aanverwante familie Duras. In de verdere geschiedenis duiken namen op als:
- Willem van Duras, overleden in 1389
- zijn neef Arnold II van Ordingen, de eerste die zich heer van Ordingen noemde
- Maria van Ordingen huwde met Willem van Horion
- Arnold van Horion, overleden in 1481, werd begraven in de kerk van Ordingen
- Willem II van Horion, zoon van Arnold, overleden in 1503, ook begraven in de kerk van Ordingen
- Willem III van Horion paste het kasteel aan aan de geest van de renaissance
- de dochter van kleinzoon Willem IV van Horion, Digna huwde met Gerard Huyn van Amstenrade. Gerard besloot net voor zijn dood het kasteel te verkopen. Zijn echtgenote Sophia van Bellinckhausen verkocht het in 1611 aan Edmond Huyn van Amstenrade, landcommandeur van Alden Biesen en lid van de Duitse Orde, toevallig familie van haar overleden echtgenoot.

## De commandeurs van het kasteel en deDuitse Orde
Landcommandeur Edmond Huyn van Amstenrade van de balije Biesen te Alden Biesen moest eerst gewapenderhand een verre verwant van de vorige eigenaar uit het kasteel verdrijven. De man wilde zijn recht van voorkoop doen gelden. Ordingen werd alzo een onderhorige commanderij van de landcommanderij Alden Biesen.
Ordingen kende tijdens twee eeuwen 25 commandeurs die zich vooral in de 18e eeuw ter plekke lieten vertegenwoordigen door rentmeesters. Commandeur Hendrik van Hoensbroeck liet zich opmerken door de uitgebreide restauratie van het kasteel.

## Van de Franse Revolutie tot de 21e eeuw
De Franse revolutionairen verkochten het kasteel als kerkelijk goed, eerst aan Marie Desart. Later verwierf de bekende opkoper van zwart goed Pierre de Libotton de commanderij.
Begin 19e eeuw verwierf de rijke steenkoolbaron Charles Pitteurs-Hiégaeerts het goed. Toen de man in 1863 overleed kreeg zijn derde zoon Léon, baron voor het leven en burgemeester van Ordingen het goed in zijn bezit. Hij verbouwde het kasteel grondig in 1879 en legde een grote kunstverzameling aan. De volgende eigenaar, in 1902, was zijn ongehuwde zoon Antoine.
Een Duits bombardement in 1940, moeilijkheden met restauratiedossiers en familieruzies waren aanleiding voor een nieuwe verkoop. Antoine overleed in 1962, het kasteel werd verkocht in 1964 aan een huisarts uit Tongeren. De omringende gronden werden voor het grootste deel verkaveld voor de bouw van eengezinswoningen.
Deze eigenaar heeft de westelijke hoektoren en het poorthuis gerenoveerd. Het volledige kasteelgedeelte onderging een complete restauratie en is nu (2021) tot hotel-restaurant omgevormd. Het commandeurshuis wordt een centrum voor dagtoerisme; het poorthuis is verbouwd tot woning voor de eigenaar.

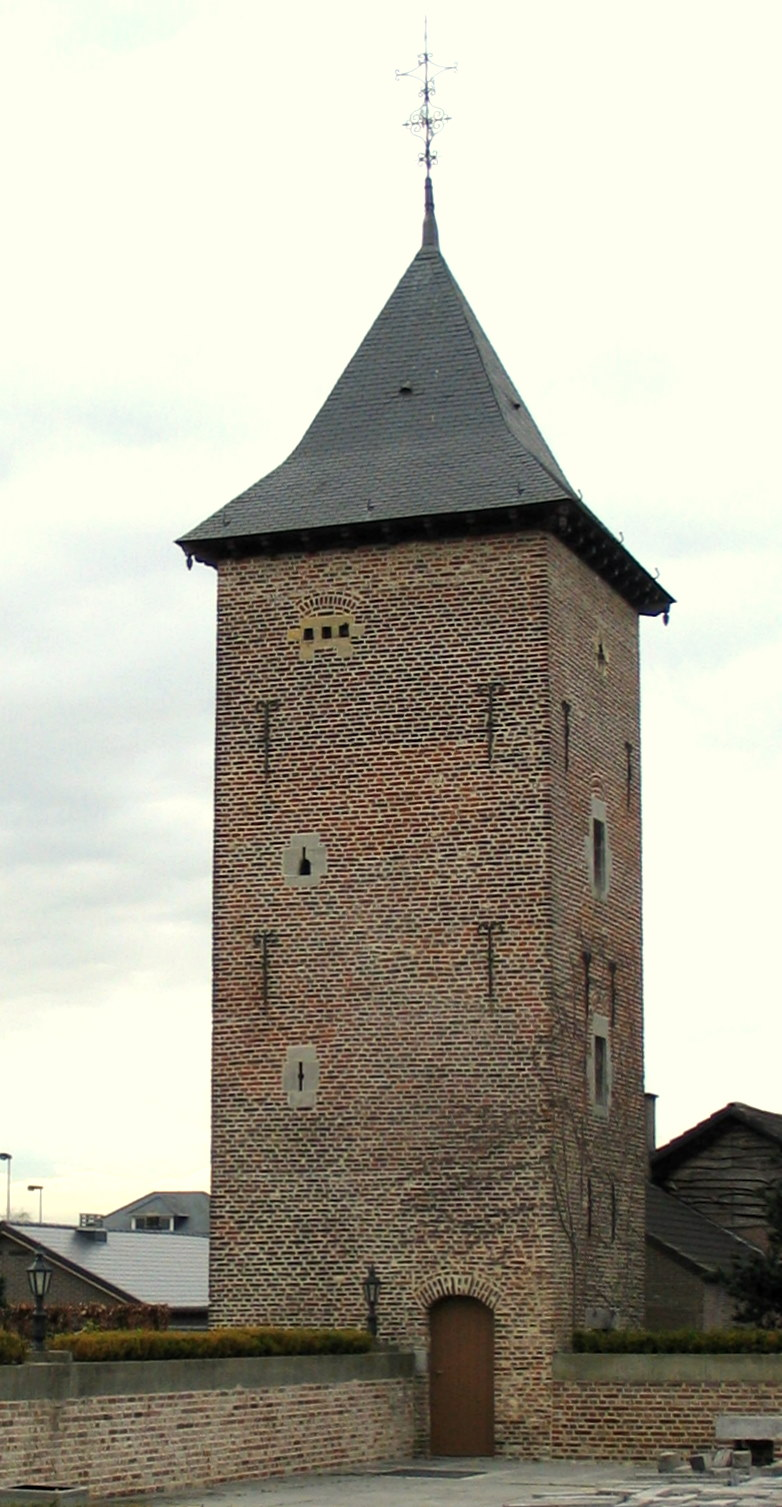
Westelijke toren, ooit ook duiventoren
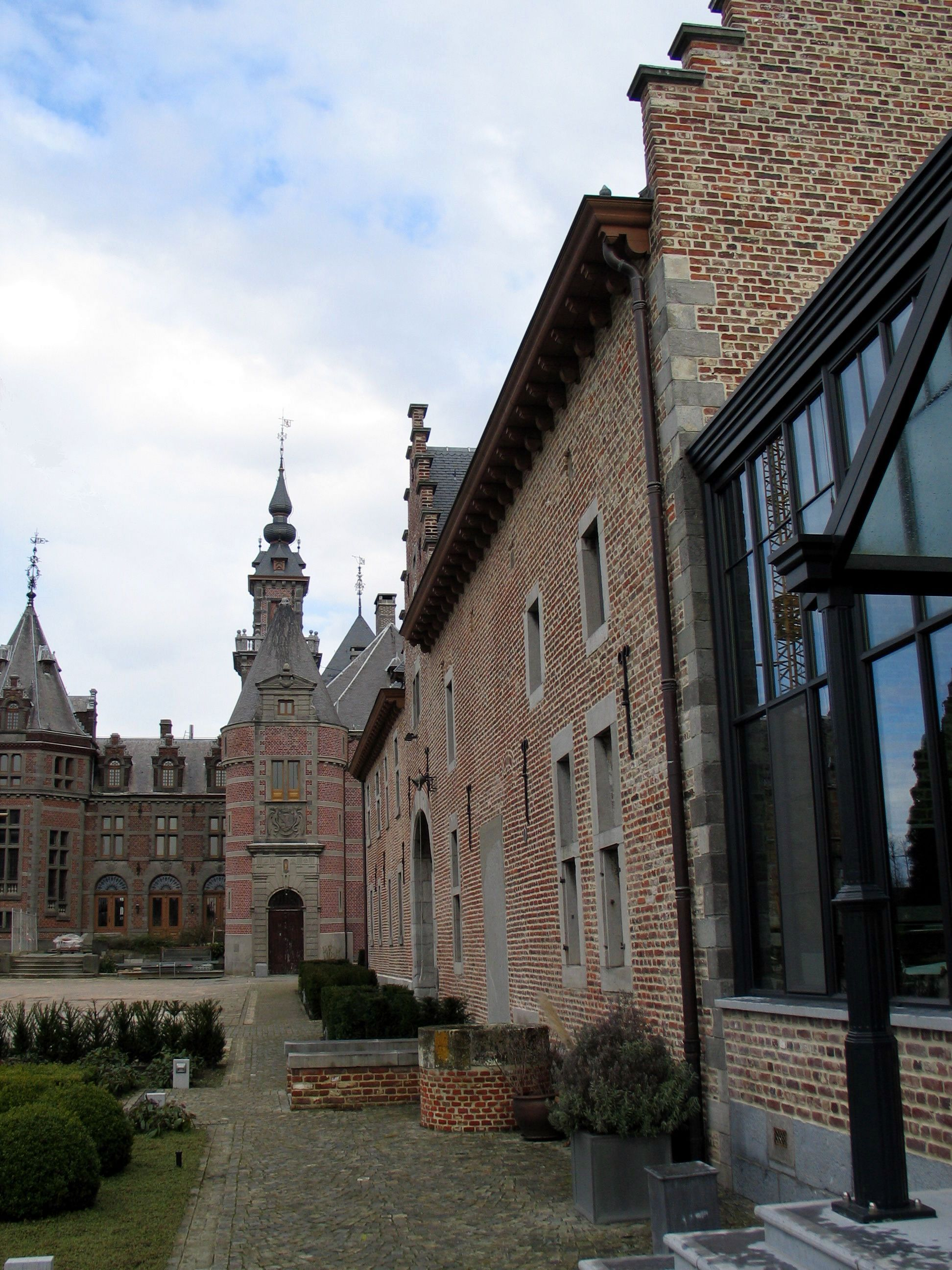
Het neerhof met rechts de oranjerie, het poorthuis en achteraan de hoge toren
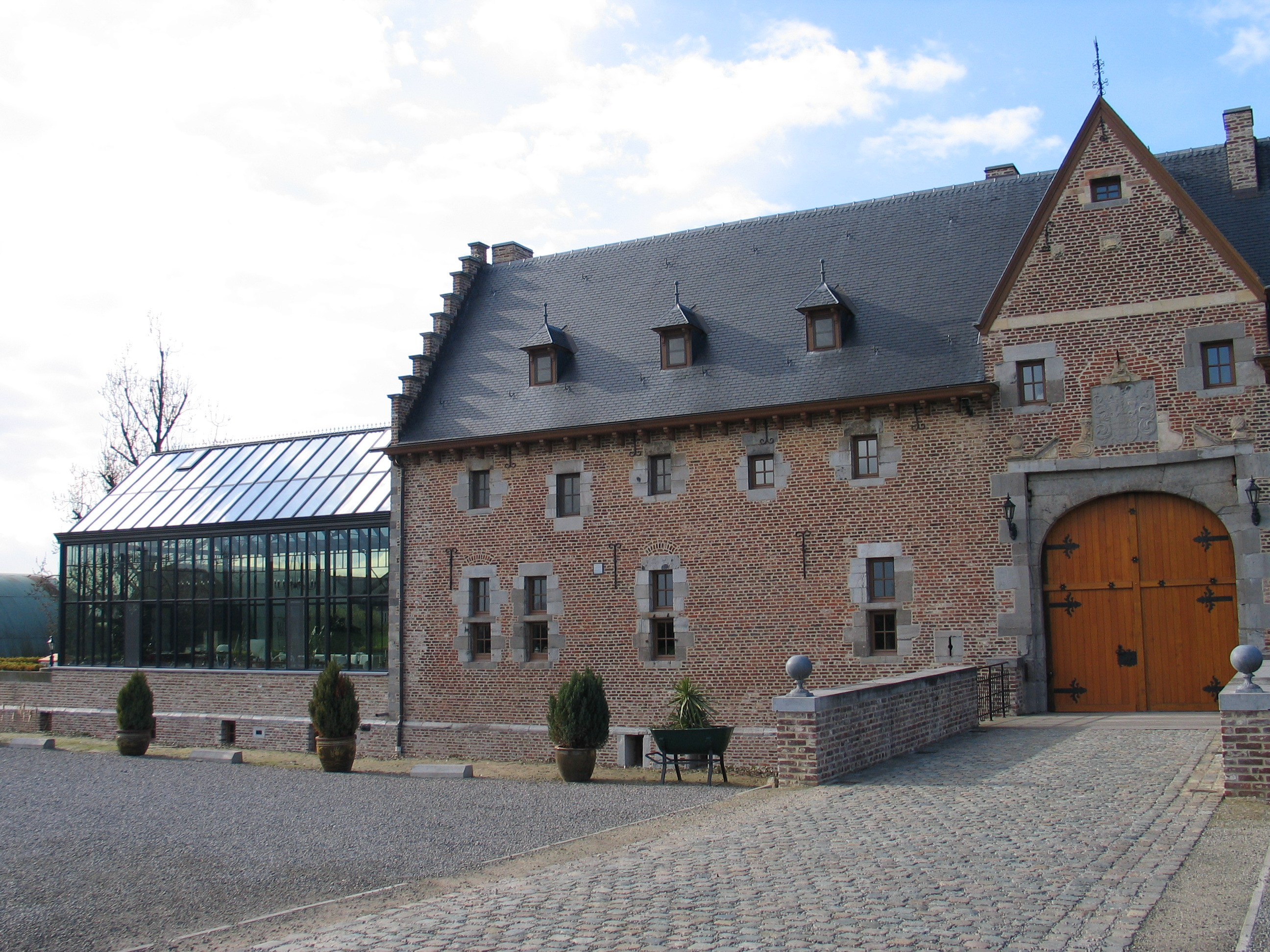
De zuidelijke gevel met oranjerie en poorthuis
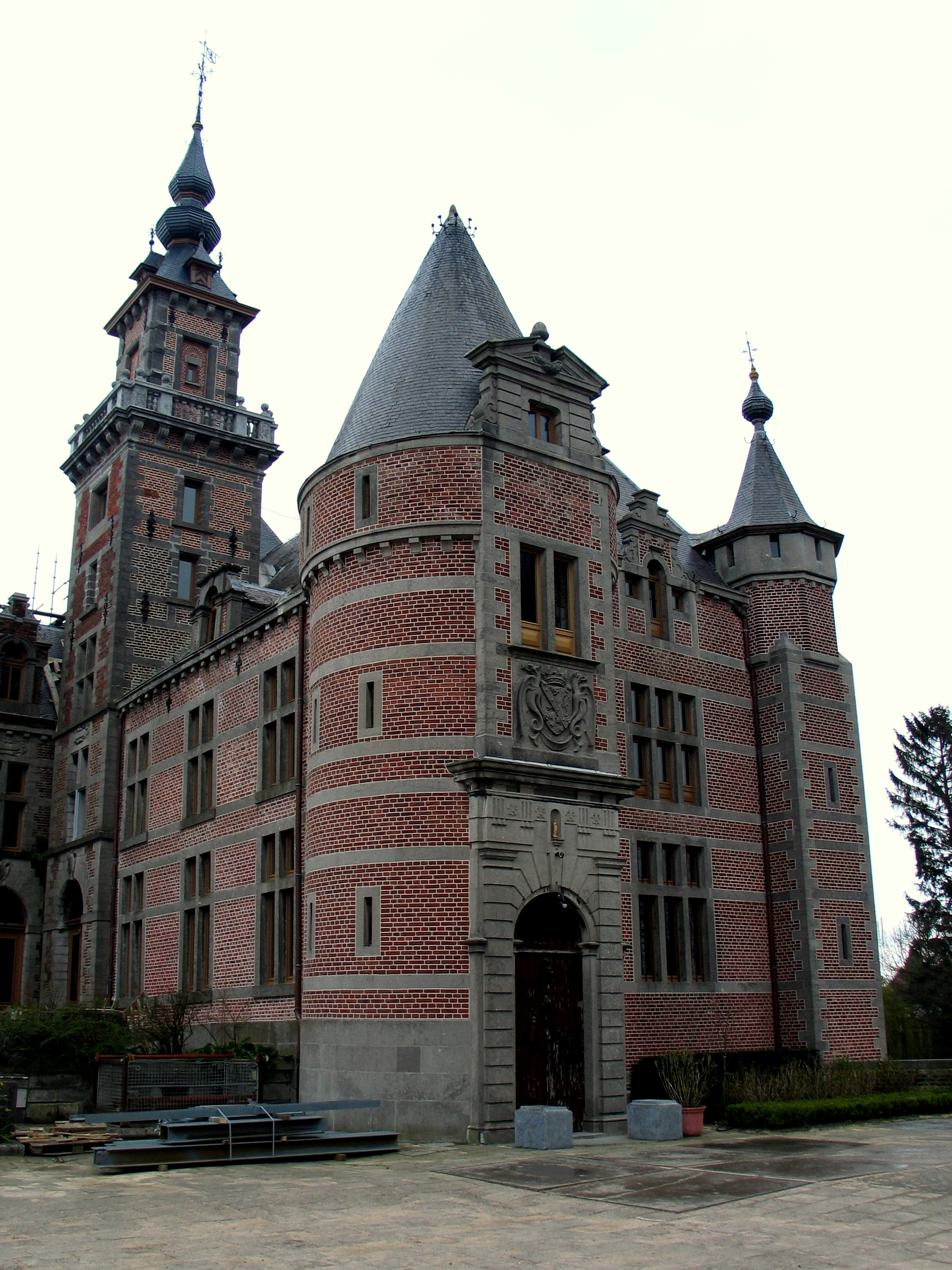
Binnenzijde van de oostelijke vleugel
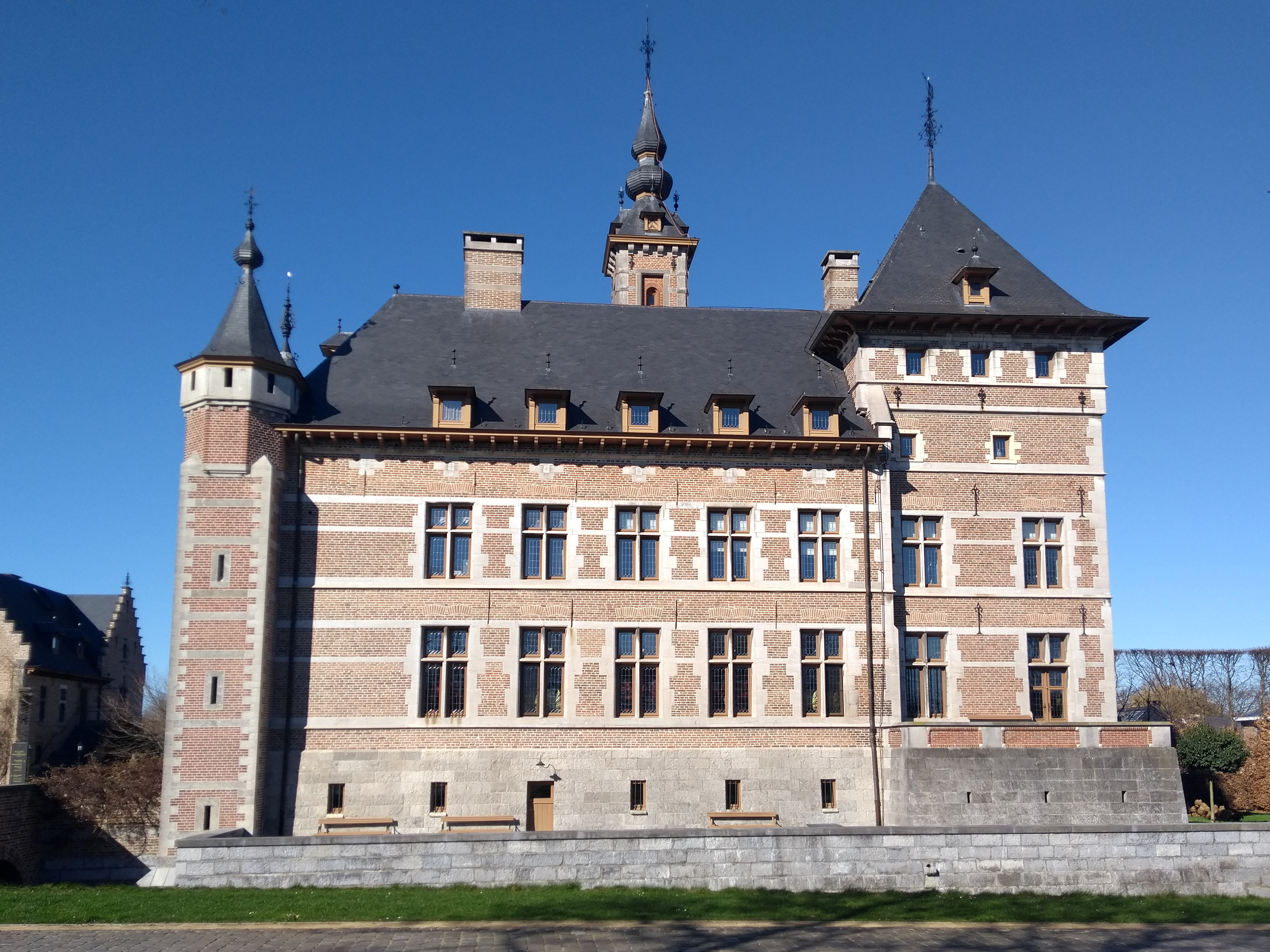
Voorzijde oost